# Йозеф Гайс
Йозеф Гайс (нім. Josef Heiß, нар. 13 червня 1963, Гарміш-Партенкірхен) — німецький хокеїст, що грав на позиції воротаря. Учасник трьох хокейних турнірів на зимових Олімпійських іграх.

## Спортивна кар'єра
Професійну хокейну кар'єру розпочав 1980 року. Протягом кар'єри, що тривала 22 років, захищав кольори команд «Ріссерзе» (1980–1986), «Дюссельдорф» (1986–1988) та «Кельнер Гайє» (1988–2001).
За збірну Німеччини виступав на трьох Олімпіадах, дев'яти чемпіонатах світу і Кубку світу 1996 року. За місце основного голкіпера змагався, і не завжди вдало, з Клаусом Мерком, Гельмутом да Раафом, Олафом Кельцігом або Марком Селігером. 
Завершив ігрову кар'єру 2001 року через травму коліна. Провів близько 1200 ігор у клубах і 120 — у національній збірній.
Тренерську діяльність розпочав у сезоні 2008/09. Працював асистентом або тренером воротарів у декількох німецьких клубах. Посаду головного обіймав у командах третього дивізіону «Пайтінг» і «Айсберен» (Регенсбург).

## Досягнення
- Чемпіон Німеччини (1): 1995

## Статистика
Статистика проведених ігор у чемпіонаті Німеччини:
| Роки                | Команда             | РЧ  | ПФ  | Всього |
| ------------------- | ------------------- | --- | --- | ------ |
| 1980–1986           | «Рісерзе»           | 152 | —   | 152    |
| 1986–1988           | «Дюссельдорф»       | 53  | 16  | 69     |
| 1988–2001           | «Кельнер Гайє»      | 452 | 98  | 550    |
| Всього в чемпіонаті | Всього в чемпіонаті | 657 | 114 | 771    |

Статистика виступів у збірній на головних хокейних змаганнях:
| Рік                | Команда            | Турнір             | І  | ПГ | М  |
| ------------------ | ------------------ | ------------------ | -- | -- | -- |
| 1990               | ФРН                | ЧС                 | —  | —  | 7  |
| 1991               | Німеччина          | ЧС                 | 3  |    | 8  |
| 1992               | Німеччина          | OІ                 | 3  |    | 6  |
| 1992               | Німеччина          | ЧС                 | 4  |    | 6  |
| 1993               | Німеччина          | ЧС                 | 2  |    | 5  |
| 1994               | Німеччина          | OІ                 | 2  |    | 7  |
| 1994               | Німеччина          | ЧС                 | 3  |    | 9  |
| 1995               | Німеччина          | ЧС                 | 1  | 4  | 9  |
| 1996               | Німеччина          | ЧС                 | 1  |    | 8  |
| 1996               | Німеччина          | КС                 | 2  |    | 8  |
| 1997               | Німеччина          | ЧС                 | 5  |    | 11 |
| 1998               | Німеччина          | OІ                 | 2  |    | 9  |
| 1998               | Німеччина          | ЧС                 | 2  |    | 11 |
| Національна збірна | Національна збірна | Національна збірна | 30 |    |    |